# 쌍두수리

쌍두수리

쌍두수리(Double-headed eagle)는 기학에서 흔히 쓰이는 문장의 하나이다. 대개 동로마 제국이나 신성 로마 제국과 연관이 있으며 비자야나가라 제국의 조각문양과 비슷하다. 동로마 제국 문화에서 두 개의 머리는 왕국의 주권과 동·서양을 초월한 로마 제국의 지배를 상징하기 때문에, 동로마 제국의 문화적 영향을 받은 러시아 등의 일부 동유럽 국가는 국기에 쌍두 수리 문양을 국기에 그대로 삽입했고, 특히 러시아를 비롯한 여러 나라들은 오늘날까지도 국가의 상징으로써 계속 사용하고 있다.

## 같이 보기
- 세르비아 몬테네그로의 국장
- 쿠라이시의 매
- 살라딘의 수리
- 삼족오